# Albert Herter

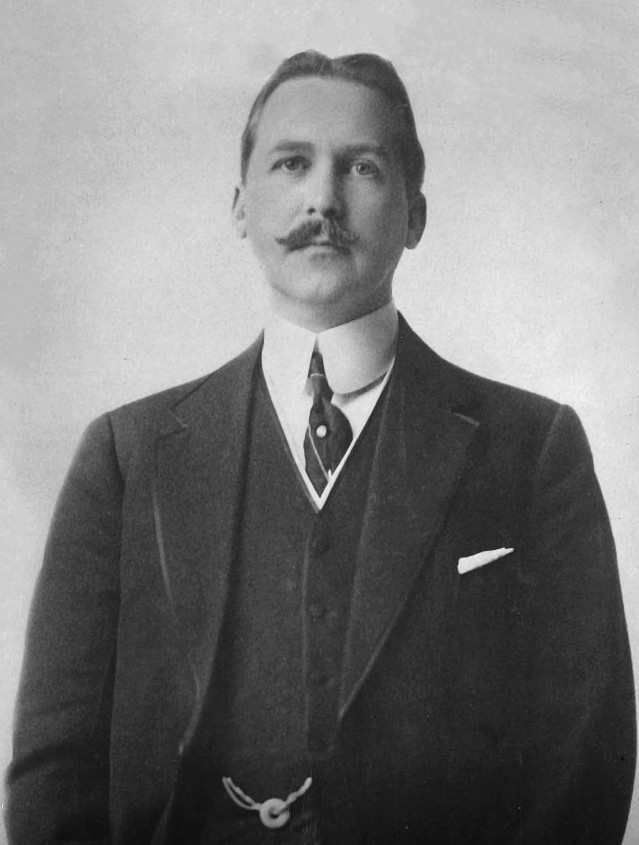
Albert Herter

Albert Herter (* 2. März 1871 in New York; † 15. Februar 1950 in Santa Barbara, Kalifornien) war ein amerikanischer Kunstmaler. Er absolvierte seine Ausbildung an der Art Students League of New York sowie an der Académie Julian und schuf später vor allem Wandgemälde, Stillleben und Porträts. In Würdigung seines Werkes wurde er unter anderem 1900 mit einer Bronzemedaille während der Pariser Weltausstellung ausgezeichnet und 1943 zum Mitglied der National Academy of Design ernannt.

## Leben
Albert Herter wurde 1871 in New York als Sohn des deutschstämmigen Designers Christian Herter geboren. Sein Vater war zusammen mit seinem Halbbruder Gustave Herter Mitinhaber der in New York ansässigen Firma Herter Brothers. Albert Herter erhielt seine künstlerische Ausbildung zunächst durch seinen Vater sowie später an der Art Students League of New York und an der Académie Julian in Paris. Dort lernte er auch seine spätere Frau Adele McGinnis kennen, die einer amerikanischen Bankiersfamilie entstammte und sich dort ebenfalls Kunststudien widmete. Nach der Heirat im Jahr 1893 lebten beide von 1894 bis 1898 in Paris, bevor sie in die USA zurückkehrten.
Neben seinem eigenen künstlerischen Schaffen unterrichtete Albert Herter unter anderem am Art Institute of Chicago. Aufgrund seines Erbes und der Herkunft seiner Frau konnte das Paar ein Leben in Wohlstand führen, die Arbeiten seines Vaters für reiche Familien verschafften ihm zudem Zugang zu entsprechenden gesellschaftlichen Kreisen. Die Sommer verbrachte er mit seiner Frau ab der Jahrhundertwende in der Regel auf einem als The Creeks bezeichneten Anwesen in East Hampton auf Long Island, während sie den Rest des Jahres in Santa Barbara in Kalifornien lebten. Das dortige Anwesen ließen sie nach dem Tod der Mutter von Albert Herter ab 1914 in ein Luxushotel mit dem Namen El Mirasol umgestalten, nach dem Verkauf an einen neuen Besitzer wurde es ab den 1920er Jahren vorwiegend als Alterswohnsitz für wohlhabende Persönlichkeiten genutzt.
Albert Herter war Vater von zwei Söhnen und einer Tochter. Er starb 1950 in Santa Barbara infolge eines Herzinfarkts, vier Jahre nach dem Tod seiner Frau auf The Creeks. Ihr Sohn Christian Herter war von 1953 bis 1956 Gouverneur des US-Bundesstaates Massachusetts und von 1959 bis 1961 Außenminister der Vereinigten Staaten. Das Familienanwesen in East Hampton wurde ein Jahr nach dem Tod von Albert Herter an den Maler Alfonso Ossorio verkauft.

## Wirken

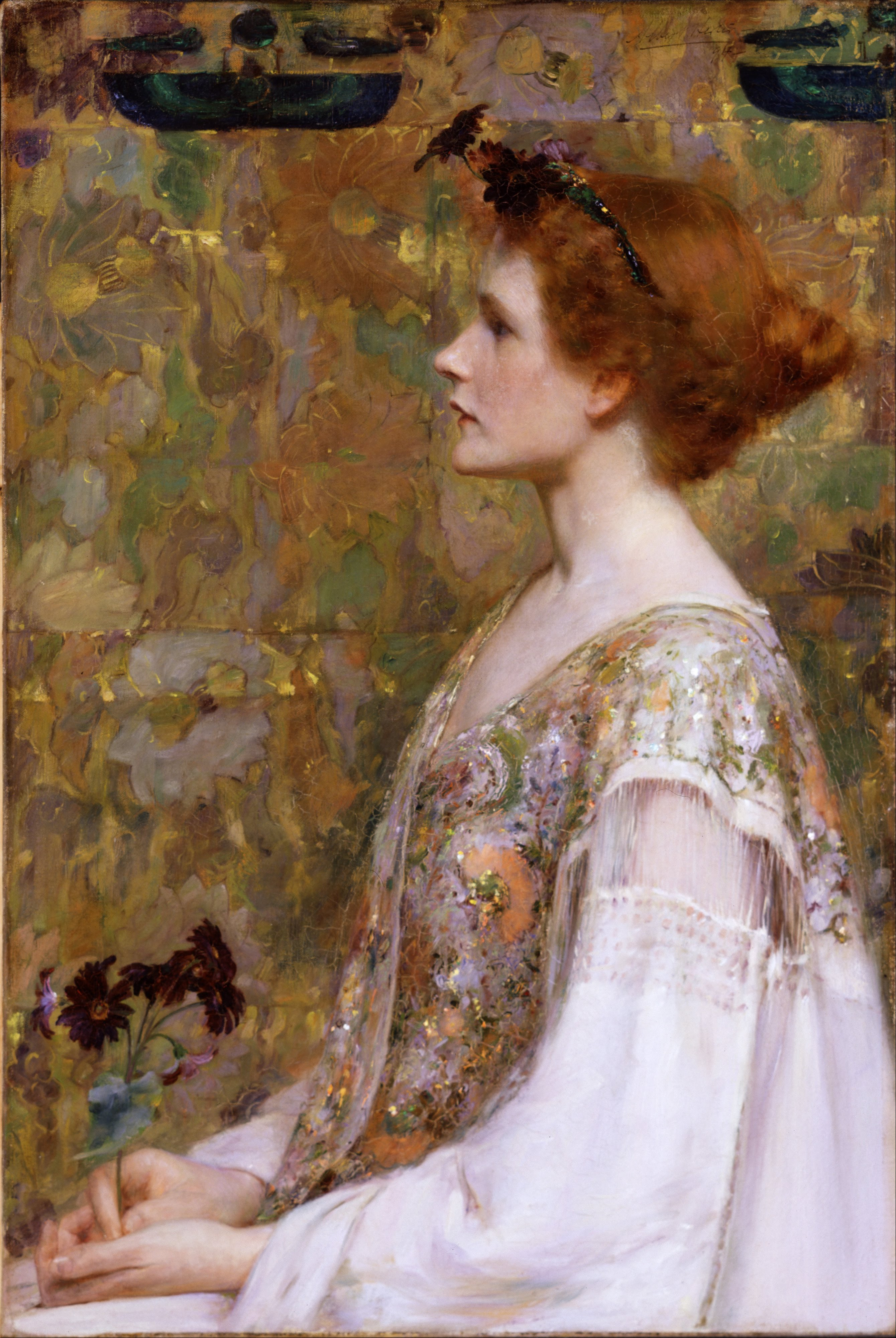
Woman with Red Hair (1894); Smithsonian American Art Museum

Zu den bekanntesten Werken von Albert Herter zählen verschiedene Wandgemälde wie das 1926 entstandene „Le Départ des poilus, août 1914“, das er Frankreich als Schenkung überließ. Es zeigt den Abschied von Soldaten am Pariser Ostbahnhof, wo es sich auch befindet, und ist seinem älteren Sohn Everit gewidmet, der sich nach Ausbruch des Ersten Weltkrieges freiwillig zum Armeedienst gemeldet hatte und 1918 gefallen war. Eine 1942 entstandene Serie aus fünf Wandgemälden unter dem Titel „Milestones on the Road to Freedom in Massachusetts“ im Massachusetts State House in Boston ist seinem Sohn Christian gewidmet. Weitere seiner Wandgemälde, insbesondere zu Ereignissen der amerikanischen Geschichte, sind unter anderem zu finden im Sitz der National Academy of Sciences in Washington, D.C., im Gebäude des Obersten Gerichtshofs von Connecticut in Hartford sowie im Wisconsin State Capitol in Madison.

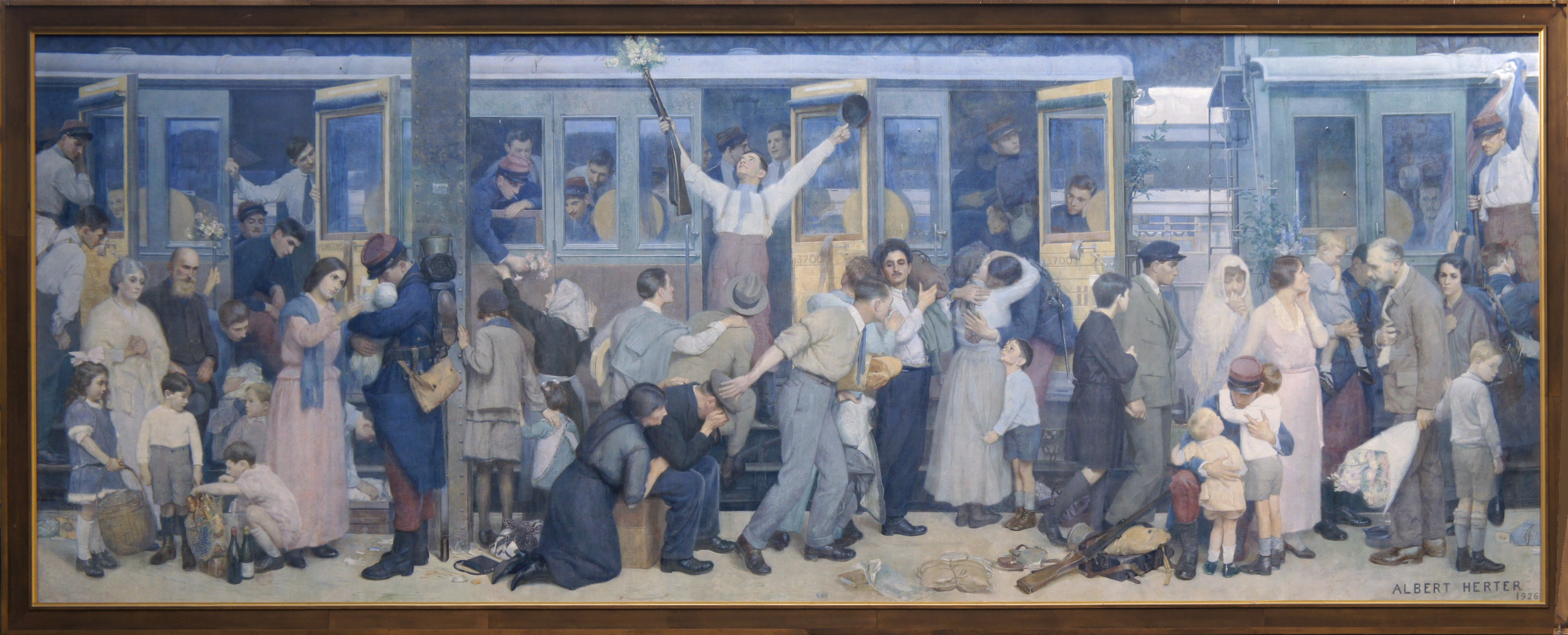
Le Départ des poilus, août 1914 (1926); Paris Gare de l’Est

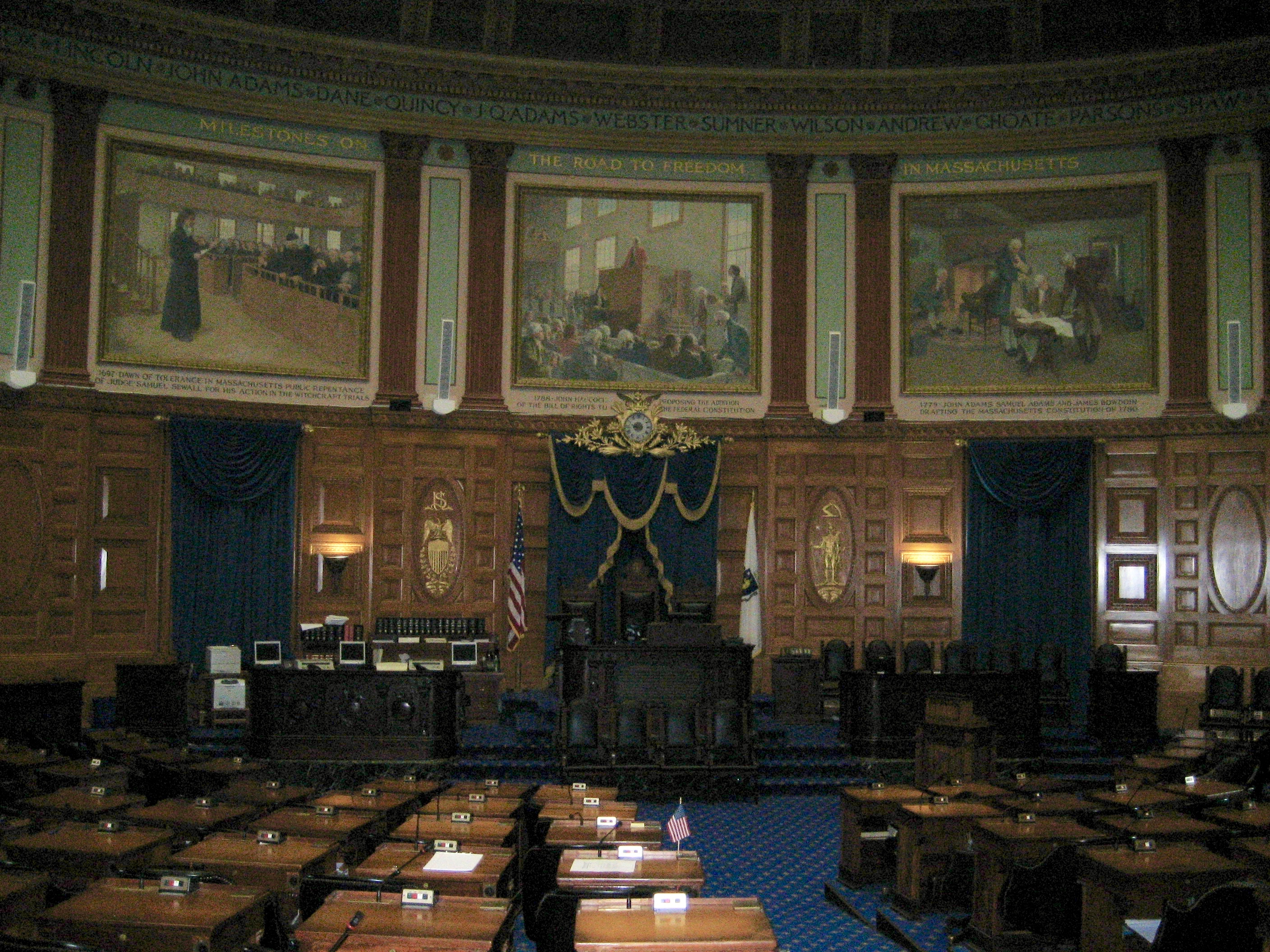
Milestones on the Road to Freedom in Massachusetts (1942); Massachusetts State House, Boston

Neben der Wandmalerei schuf Albert Herter auch Stillleben, insbesondere Blumenmotive, und übernahm Auftragsarbeiten als Porträtmaler. Er war außerdem als Illustrator tätig und gestaltete während des Ersten Weltkrieges Poster für verschiedene Organisationen wie das Amerikanische Rote Kreuz und das YMCA. Seine Werke werden unter anderem ausgestellt im Metropolitan Museum of Art, im Museum of Modern Art, im Brooklyn Museum, im Smithsonian American Art Museum, in der Sammlung der National Academy of Design sowie in den Kunstmuseen der Harvard University.

## Auszeichnungen
Albert Herter erhielt in Anerkennung seines künstlerischen Schaffens unter anderem 1890 eine ehrenvolle Erwähnung beim Salon de Paris sowie 1900 eine Bronzemedaille während der Pariser Weltausstellung. Darüber hinaus war er ab 1906 Associate (ANA) und ab 1943 Mitglied (NA) der National Academy of Design.